# Benjaman Kyle

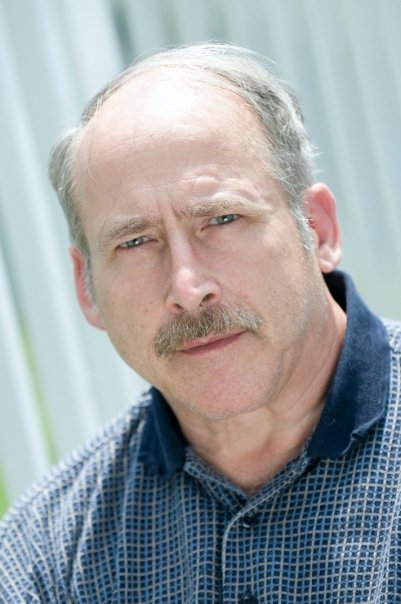
Kyle, agora Powell, em 2010.

Benjaman Kyle foi o pseudônimo escolhido por um homem estadunidense com amnésia dissociativa severa depois que ele foi encontrado sem roupa ou identificação e com lesões ao lado de um lixo atrás de um restaurante de fast food em Richmond Hill, Geórgia. Como resultado de sua falta de memórias pessoais, entre 2004 e 2015, nem ele nem as autoridades estavam seguros de sua verdadeira identidade ou antecedentes, apesar das buscas que usavam campanhas difundidas através de programas de televisão e vários outros métodos.
No final de 2015, o trabalho de detecção genética que aconteceu durante anos finalmente levou à descoberta de seu nome real, William Burgess Powell, embora parte da história de seus anos passados ainda permaneça misteriosa. Ele também não precisa mais confiar em subempregos e pode coletar assistência pública com a redescoberta de seu número de seguro social.